# Stilobezzia distinctifasciata
Stilobezzia distinctifasciata är en tvåvingeart som beskrevs av Gupta och Wirth 1968. Stilobezzia distinctifasciata ingår i släktet Stilobezzia och familjen svidknott.
Artens utbredningsområde är Thailand. Inga underarter finns listade i Catalogue of Life.